# Raf Coorevits
Raf Coorevits (Sint-Niklaas, 26 april 1934) is een Belgische kunstschilder.
Hij studeerde aan de Stedelijke Academie voor Schone Kunsten in Sint-Niklaas en het Hoger Instituut Sint-Lucas te Gent.
Sinds 1959 is hij leraar grafiek aan het Hoger Instituut Sint-Lucas te Gent en van 1964 tot 1980 eveneens leraar aan de Akademie te Sint-Niklaas.
Sinds 1994 is hij op pensioen.
Hij kon reeds op meerder plaatsen tentoonstellen waaronder te Tielt, Sint-Niklaas, Gent, Merksem, Eeklo, Kortrijk, Ekeren, Antwerpen, Brussel, Duitsland, Nederland en Italië.
Een aantal van zijn werken zijn te bezichtigen in de gebouwen van de Provincie Oost-Vlaanderen, Stad Sint-Niklaas, De nationale Bank van België en de Koninklijke Bibliotheek Albert I.

## Erkentelijkheden[3]
- 1957, Prijs fonds Baron van Ackere.
- 1959, Grote prijs der Sint-Lucasscholen voor Grafiek.
- 1961, Provinciale prijs van Oost-Vlaanderen voor grafiek (ex aequo met Paul van Gysegem).